# أعاصير المحيط الأطلسي

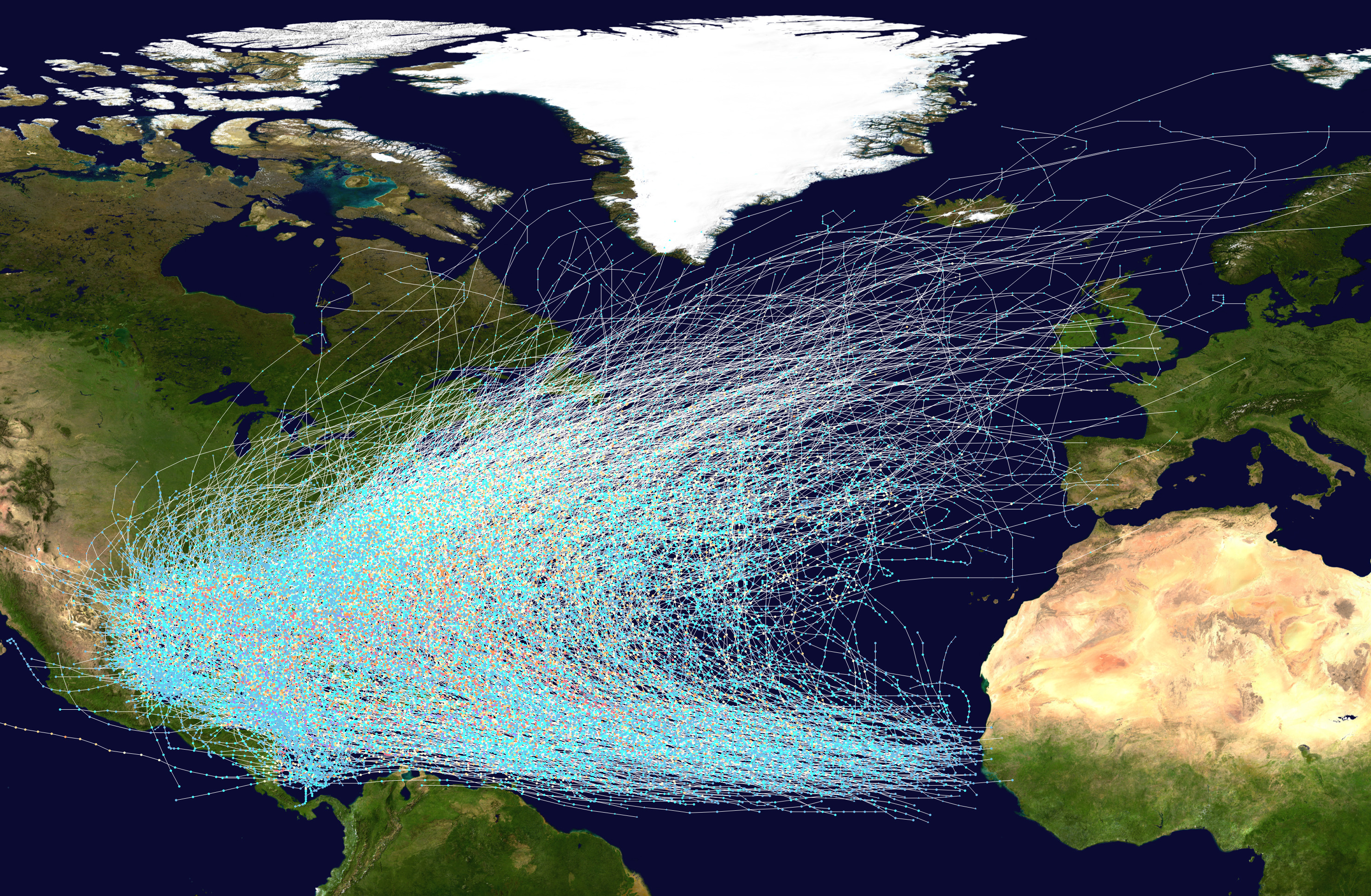
مسارات الأعاصير الاستوائية الأطلسية
(1851—2005)

أعاصير المحيط الأطلسي هي منخفضات جوية عميقة تتكون على السواحل الإفريقية الاستوائية من المحيط وتتحرك إلى الغرب لتصل إلى الشواطئ الجنوبية الشرقية للولايات المتحدة، وتسير إما شمالا بمحاذاة الساحل أو تعبر غربا نحو الولايات الجنوبية أو المكسيك. ويبلغ قطر الإعصار عدة مئات من الكيلومترات وينتقل بسرعة لا تزيد عن 30 كيلومترا في الساعة. وعين الإعصار (أو مركزه) هي منطقة هادئة لا يتجاوز قطرها عدة كيلومترات تحيط بها بعدها دائرة نشاط الإعصار وهي منطقة تمتد عشرات الكيلومترات للخارج تتلبد في سمائها غيوم كثيفة وسميكة مشبعة ببخار الماء وتهطل منها أمطارا غزيرة متواصلة (قد تزيد عن خمسمائة مليمتر) مصحوبة بالبرق والرعد وتزمجر فيها رياحا عاتية قد تزيد سرعتها عن ثلاثمائة كيلومتر في الساعة. وتؤدي الرياح القوية إلى هيجان البحر وتلاطم الأمواج العالية التي قد يصل ارتفاعها ستة أمتار فتهدم المنازل تدمر المنشئات وتقلع الأشجار وأعمدة الهاتف والكهرباء وتقتل الناس وتعطل الحياة. تضعف قوة التدمير للإعصار كلما ابتعدنا عن مركزه.
العواصف الاستوائية التي تدوم دقيقة واحدة متواصلة سرعتها لا تقل عن 39 ميلا في الساعة (34 عقدة، 17 م/ث، 63 كلم/ساعة) ، بينما الأعاصير والتي تدوم دقيقة واحدة متواصلة تتجاوز 74 ميلا في الساعة كحد أقصى (64 عقدة، 33 م/ث، 119 كم/ساعة). أغلب أعاصير المحيط الأطلسي والعواصف الاستوائية تتشكل بين 1 يونيو و30 نوفمبر. لسهولة التعرف على الأعاصير يطلق العلماء عليها أسماء علم. والأسماء عبارة عن قوائم معدة سلفا ومرتبة أبجديا (باللغة الإنكليزية) لأسماء ذكور وإناث بالتناوب. وعند تشكل الإعصار يتم تسميته حسب الدور ويبقى هذا الاسم معه حتى يتلاشى وهكذا. وتحتوي القائمة حوالي مائة وستون أسماء وعند نفاذ توزيع الأسماء تتكرر التسمية من نفس القائمة. وإذا كان الإعصار مدمرا لدرجة كبيرة وكان عدد الوفيات التي سببها عاليا اعتبر اسم ذلك الاسم مشؤوما وتم شطبه من القائمة واستبداله باسم آخر من نفس الجنس وبنفس الحرف المشطوب للحفاظ على التسلسل الأبجدي لقائمة الأسماء. . في المتوسط ، في منطقة حوض شمال الأطلسي (1966-2009) 11.3 عاصفة تحدث في كل موسم، بمتوسط قدره 6.2 و2.3 اما الأعاصير أصبحت تعطى (تصنيف 3 أو أكبر). ذروة النشاط المناخي تحدث حوالي 10 سبتمبر من كل موسم.